# Abborrtjärnet (Boda socken, Värmland)
Abborrtjärnet är en sjö i Kils kommun i Värmland och ingår i Göta älvs huvudavrinningsområde.